# Marco Cornelio Nigrino Curiazio Materno
Marco Cornelio Nigrino Curiazio Materno (latino: Marcus Cornelius Nigrinus Curiatius Maternus; Liria, 40 circa – dopo il 98) è stato un pluridecorato legato e governatore dell'Impero romano, che si candidò alla successione dell'imperatore Nerva, ma al quale venne preferito Traiano.

## Biografia
La carriera di Nigrino è nota attraverso alcune iscrizioni frammentarie, la cui ricostruzione ha permesso di delineare l'eccezionale carriera di questo comandante militare. Figlio di Marco Cornelio Nigrino, nacque a Llíria, in Spagna Tarraconense, nel 40 circa, e percorse la  carriera militare venendo aggregato alla Legio XIIII Gemina col rango di tribuno, alla VIII Augusta come legato (75-78) e alla stessa carica fu assegnato nella IIII Flavia Felix; divenne poi governatore della Gallia Aquitania, e infine console suffetto (83 circa).
Nell'85 il governatore della Mesia, Oppio Sabino, morì durante la guerra dacica, causata dall'invasione della provincia da parte delle popolazioni daciche nell'area carpatica: Nigrino fu inviato a succedergli prima come governatore dell'intera provincia e successivamente (dopo la suddivisione della provincia) come governatore della Mesia inferiore. Combatté probabilmente anche nella successiva fase delle Campagne di Domiziano in Dacia nel biennio 88-89 sotto Tettio Giuliano, durante le quali ricevette le sue decorazioni.
Alcune considerazioni sulla lista dei governatori della Siria e sull'anzianità di Nigrino fanno supporre che sia stato governatore di quella provincia nel 94/95-97 circa, nel periodo che va dalla morte di Domiziano (fine 96) all'adozione di Traiano da parte di Nerva. Questa notizia, assieme a quella riportata da Plinio il Giovane in una delle sue lettere che parla di un governatore di una provincia orientale con un grosso esercito che aspirava al posto di Traiano, fa pensare che Nigrino si sia visto scavalcare dal proprio conterraneo come successore designato da Nerva. Dopo questo evento c'è evidenza epigrafica che Nigrino abbia abbandonato rapidamente il proprio governatorato, anche se non è noto il suo destino.
Le decorazioni (i dona militaria) ricevute da Nigrino sono elencate da un'iscrizione, e segnano un primato non eguagliato, se non da pochissimi, nella storia militare romana:
- due corone murali;
- due corone vallari;
- due corone classiche;
- due corone auree;
- otto hastae purae;
- otto vexilli.

## Le testimonianze epigrafiche

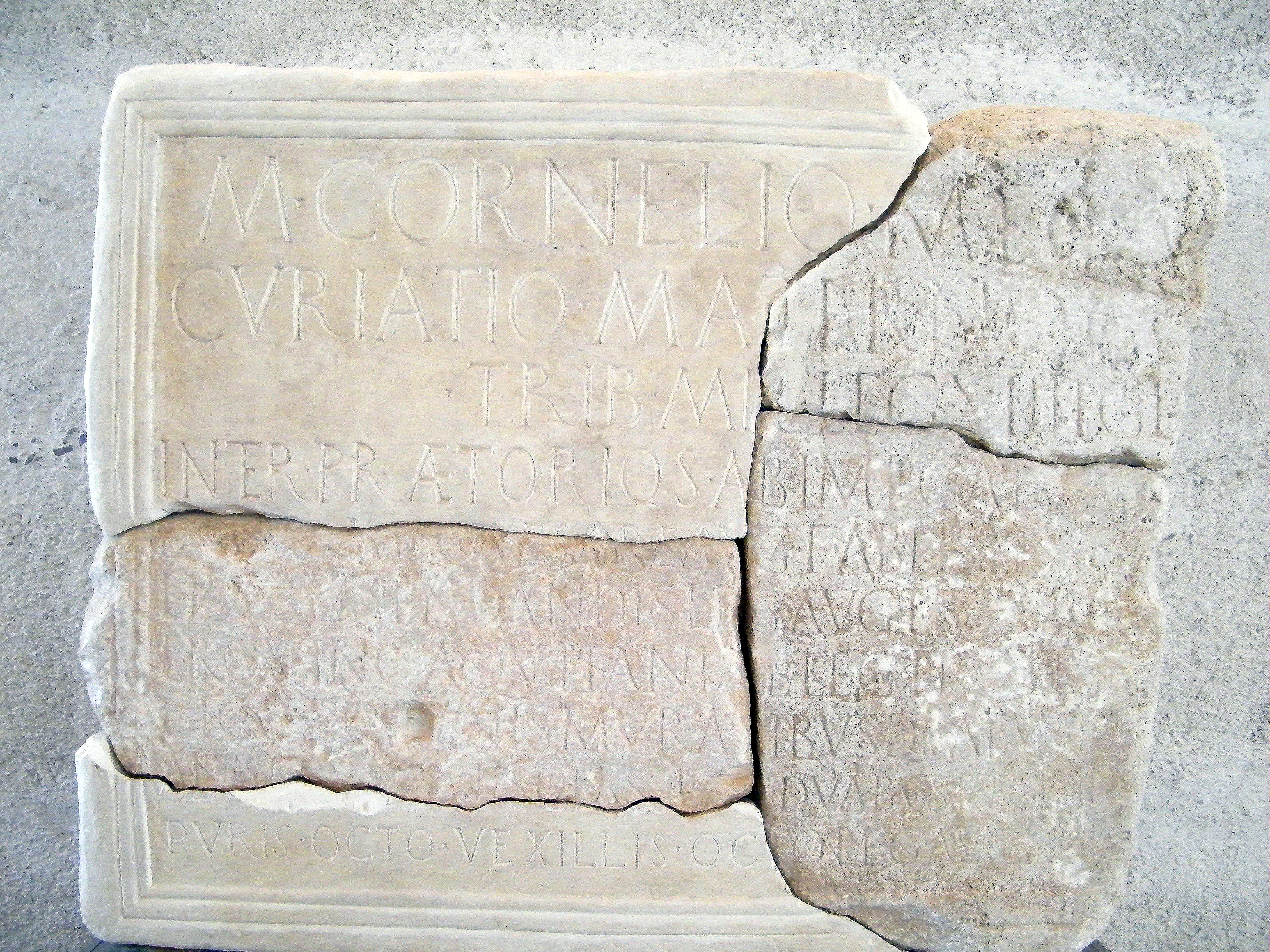
CIL 02, 3788.

(CIL II, 03788)
(CIL II, 06013)
(CIL II, 03783)
(CIL II, 00128)
(AE 1998, 00788)

### Fonti primarie
- CIL II, 03783; CIL II, 03788; CIL II, 06013; AE 1998, 00788; CIL II, 00128

### Fonti secondarie
- Bodel, John P., Epigraphic Evidence: Ancient History from Inscriptions, Routledge, 2001, ISBN 0415116236, pp. 92-94